# Lycée Colbert de Lorient
Pour les articles homonymes, voir Lycée Colbert.
Le lycée Colbert est un établissement français d'enseignement secondaire (général, technologique et professionnel) et supérieur (BTS), créé en 1959. Il est situé au 117 boulevard Léon Blum à Lorient. Il accueille  des élèves de la seconde à la terminale et des étudiants de BTS.

## Historique
- 1903 : fondation de l'École primaire supérieure de Lorient près du port, Quai des Indes. Elle comporte des ateliers et possède une section de préparation aux Arts et Métiers.
- 1943 : après la destruction de la ville, l'établissement n'existe plus, et le parc à machines est replié au Centre de Formation Professionnelle près de Josselin.
- 1946 : le collège technique de Lorient succède à l'école et est transféré dans l'actuelle Cité des Œuvres Sociales, en bas de la rue Colbert près de l'arsenal. Une section économique vient alors compléter la section industrielle.
- 1959 : Lorient renaît peu à peu et l'établissement devenu lycée technique, est enfin reconstruit Boulevard Léon Blum. Il porte désormais comme patronyme le nom du fondateur de la cité, Jean-Baptiste Colbert.
- 1960 : un collège d'enseignement technique y est adjoint.
- 1963 : les premières classes de techniciens supérieurs (BTS) s'ouvrent.
- Rentrée 1973 : le lycée devient un établissement polyvalent, avec sections industrielles et CET annexe. Les sections économiques sont transférées au lycée Dupuy-de-Lôme.

## Classement du Lycée
Le lycée Colbert a un taux de 98% de réussite au baccalauréat général et technologique 2020 (ce qui correspond au taux attendu) et un taux d'accès de la seconde au baccalauréat général et technologique supérieur de 2 points (92%) par rapport au taux attendu (90%)
Le lycée Colbert a un taux de 94% de réussite au baccalauréat professionnel 2020 (taux de réussite supérieur de 1 point par rapport au taux attendu) et un taux d'accès de la seconde au baccalauréat professionnel supérieur de 4 points (79%) par rapport aux taux attendu (75%)
En 2018, le lycée se classe  14e sur 21 au niveau départemental quant à la qualité d'enseignement, et 1052e au niveau national. Le classement s'établit sur trois critères : le taux de réussite au bac, la proportion d'élèves de première qui obtient le baccalauréat en ayant fait les deux dernières années de leur scolarité dans l'établissement, et la valeur ajoutée (calculée à partir de l'origine sociale des élèves, de leur âge et de leurs résultats au diplôme national du brevet).

## Lycée

### Enseignement général
La classe de 2de Générale et Technologique propose plusieurs enseignements et options spécifiques :
- Section Bachibac (se poursuit sur les 3 années de lycée)
- Option Euro Espagnol ou Euro Anglais (enseignement qui permettra d'obtenir le baccalauréat avec la mention section européenne)
- Option Sciences et Laboratoire
- Option Sciences de l'Ingénieur
- Option Robotics
- Option Italien LV3 (se poursuit jusqu'en Terminale)
- Option Art-Danse (se poursuit jusqu'en Terminale)
- Option EPS  avec athlétisme, badminton, handball (se poursuit jusqu'en Terminale)

Le lycée propose 11 spécialités que les élèves peuvent choisir à partir de la Première :
- Langues, Littérature et Cultures Etrangères (LLCE) Anglais
- Anglais Monde Contemporain (AMC) à partir de septembre 2021
- Humanités, Littérature et Philosophie (HLP)
- Histoire-Géographie, Géopolitique et Science Politique (HGGSP)
- Sciences Économiques et Sociales (SES)
- Sciences de l'Ingénieur (SI)
- Numérique et Sciences Informatiques (NSI)
- Sciences de la Vie et de la Terre (SVT)
- Physique-Chimie
- Mathématiques
- Éducation physique, pratiques et cultures sportives

Le lycée propose également 3 options facultatives en classe de Terminale :
- Droit et Grands Enjeux du Monde Contemporain (DGEMC)
- Maths Complémentaires
- Maths Expertes[5]

### Enseignement technologique
- Filière sciences et technologies de l'industrie et du développement durable : prépare au baccalauréat STI2D avec des enseignements spécifiques en Terminale :
  - Architecture et Construction (AC)
  - Énergie et Environnement (EE)
  - Innovation Technologique et Éco-Conception (ITEC)
  - Systèmes d’Information et Numérique (SIN)
- Filière sciences et technologies de laboratoire : prépare au baccalauréat STL spécialité Sciences Physiques et Chimiques en Laboratoire[6]

### Enseignement professionnel
- Filière professionnelle : prépare au baccalauréat Pro. 
  - Spécialité maintenance des véhicules automobiles : prépare au baccalauréat Pro MVA option Véhicules particuliers
  - Spécialité Métiers de l'électricité et de ses environnements connectés : prépare au baccalauréat pro MELEC
  - Spécialité Technicien Chaudronnerie Industrielle : prépare au baccalauréat Pro TCI[7]

## Classes de BTS
Cinq BTS et une formation post-BTS sont organisés :
- BTS Contrôle Industriel et Régulation Automatique (CIRA)
- BTS Conception et réalisation de systèmes automatiques (CRSA)
- BTS Électrotechnique (ELTK)
- BTS Conception de produits industriels (CPI)
- BTS Maintenance des Véhicules (MV)
- Formation Post-BTS Expertise automobile
- BTS Bâtiment en apprentissage[8]